# Via Gaggio
Via Gaggio è una strada pedonale di 3050 metri che collega il comune di Lonate Pozzolo (Varese) con la frazione di Tornavento e il Ticino, fino al ponte di Oleggio. Integrata nel parco naturale lombardo della Valle del Ticino, attraversa la brughiera che si estende a sud dell'aeroporto di Malpensa.

## Storia

### Dai Liguri agli Asburgo
Già dal II millennio a.C. è attestata la presenza di insediamenti di Liguri nelle zone limitrofe di Via Gaggio, come testimoniato dai toponimi con suffissi in -asco/-asca. A partire dal 1100 a.C. circa, alle popolazioni italiche si sovrapposero, in ordine di tempo, gli Insubri, altri gruppi celtici (V secolo a.C.), i Romani (III secolo a.C.), i Longobardi (VI secolo). Proprio a loro si deve l'origine del toponimo “Gaggio”, dal germanico gahagi/gahadium, ovvero un bosco recintato riservato agli arimanni. Nella gerarchia longobarda, essi erano uomini liberi atti a portare le armi che ricevevano degli appezzamenti boschivi da tramandare per via ereditaria come ricompensa per le vittorie sul campo.
Dal Medioevo in poi, Via Gaggio divenne una delle principali vie di collegamento fra Lonate Pozzolo e il fiume: in due documenti del 1353 e del 1397 si fa riferimento alla vendita di un prato adacquatorio in località Gazio e all'acquisto del Mulino di Gaggio da parte del Comune. Del 1427 è invece la prima documentazione esplicita in cui si cita il Mulino di Gaggio come mulino della Roggia Molinara di Lonate nella Valle del Ticino, che nel corso degli anni passerà diverse volte di proprietà. Nel 1939 verrà demolito per costruire la centrale di Tornavento.
Fra il XIV e il XVIII secolo le sorti di Via Gaggio si vedono strettamente legate alla storia di Lonate Pozzolo e Tornavento. Probabilmente fu usata dall'esercito spagnolo e franco-sabaudo durante la Battaglia di Tornavento del 22 giugno 1636, che si inseriva nella Guerra dei trent'anni (1618-1648), per raggiungere e saccheggiare i paesi limitrofi. 
L'annessione di Novara al Regno sabaudo nel 1739 fece sì che il Ticino divenisse un confine naturale con lo Stato di Milano, dominato dall'Austria. Sorse la necessità di porre un casello per controllare l'espatrio clandestino e il contrabbando: il risultato fu la costruzione della Dogana austro-ungarica nel punto dove Via Gaggio inizia a scendere verso il fiume e il mulino omonimo. Con l'unità d'Italia divenne una cascina di proprietà dei Parravicino, mentre dal 2001 è sede decentrata del Parco del Ticino per la Provincia di Varese.

### Ottocento e Novecento

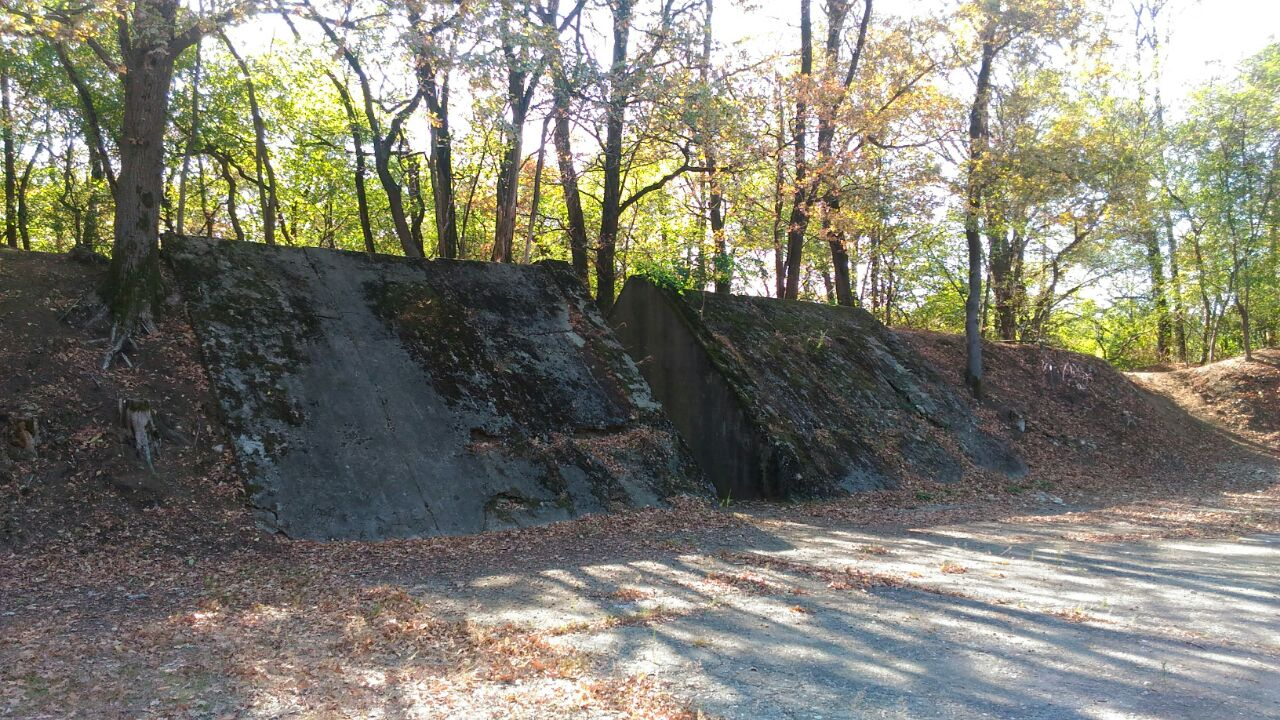
Un muro paraschegge in via Gaggio.

Le prime descrizioni di Via Gaggio e i primi interventi sulla strada sono ottocenteschi: nel 1832 l'ingegner Mariani di Cuggiono viene incaricato dal Comune di Lonate Pozzolo della manutenzione della strada, stabilendo una larghezza di 6 metri, una forma “a schiena di mulo” e il mantenimento “a scarpa” dei fossi laterali. Ma la costruzione del canale Villoresi (1884), del ponte sul Ticino (1889) e della nuova provinciale Busto Arsizio-Oleggio (1898) unite all'inizio delle esercitazioni militari nel poligono di tiro per artiglieria (1897), portarono al progressivo declino della strada comunale dei Gaggi.
A partire dal 1916 iniziarono le espropriazioni per la costruzione dei campi d'aviazione fra Somma Lombardo e Castano Primo, fra cui il Campo della Promessa visitato da Gabriele D'Annunzio il 9 marzo 1926. 
Tra il 1943 e il 1945 vennero costruiti bunker, paraschegge, piste in cemento e ghiaia – per una lunghezza complessiva di 25 km – atte a collegare il Campo della Promessa a Malpensa, trincee per la difesa dell'aeroporto. Tuttora si possono vedere i resti di una cucina da campo tedesca con lavatoio, una colonnina in stile littorio che marcava l'area di svago dell'aeroporto, frammenti di bombe alleate. Alla fine della seconda guerra mondiale l'intera aerea divenne sede di esercitazioni dell'esercito italiano. Dal 1956, anno in cui strada e brughiera divennero di proprietà dell'esercito, ne fu vietato il transito ai civili.

### Anni Novanta e Duemila

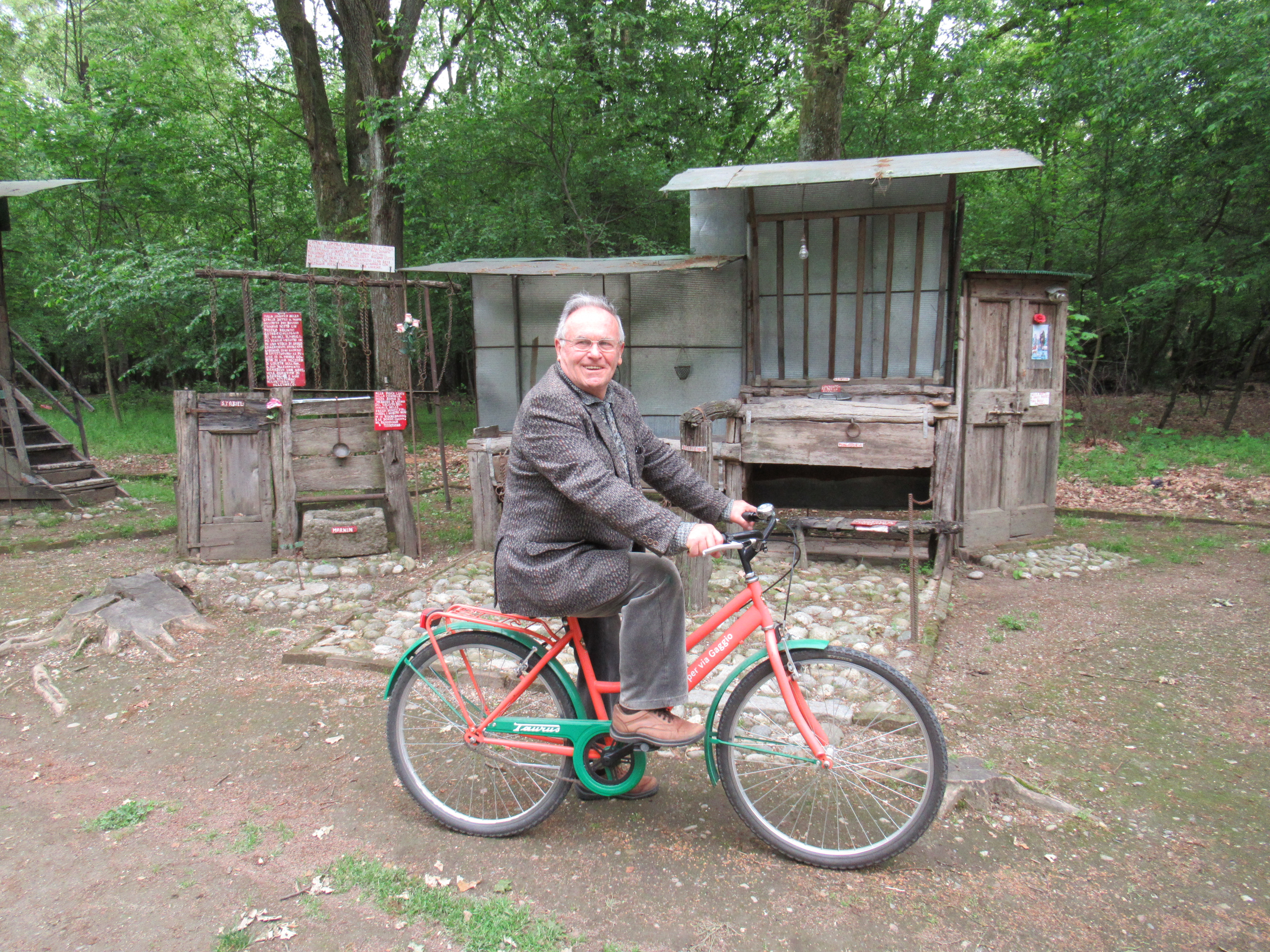
Una delle installazioni permanenti realizzate da Ambrogio Milani (in primo piano) lungo la Via Gaggio.

È grazie all'opera di Ambrogio Milani, privato cittadino di Lonate Pozzolo, se a partire dal 1993 Via Gaggio è di nuovo accessibile ai civili come percorso ciclopedonale chiedendo la contribuzione di Legambiente e del Comune, organizza un gruppo di volontari per le opere di restaurazione della strada e dei boschi circostanti. Ben presto ci si accorge del patrimonio storico-naturale rimasto inaccessibile per oltre cinquant'anni e nel 1994 Legambiente propone l'istituzione di un Percorso Vita che parte dalla ex-dogana astroungarica e discende fino alla riva del fiume, a cui seguono una serie di iniziative come l'acquisto della Cascina Parravicino (ex dogana austroungarica) da parte del Parco del Ticino (1997) e l'apertura della sede distaccata, la manutenzione a carico della S.A.P. di Lonate Pozzolo e Ferno (2002), il corridoio ecologico sulla SS 336. Uno degli scopi dei volontari è dotare Via Gaggio di un sistema di strade che la colleghino con altre zone della brughiera, quali la Strada Nazionale del Porto, il sentiero della Maggia, la zona Belvedere sul Canale Villoresi, ecc.
Nel 2002 il Parco del Ticino, e conseguentemente Via Gaggio, entra a far parte della rete Mondiale delle Riserve della Biosfera, nell'ambito del programma MAB (Man and Biosphere) dell'UNESCO.
Questo titolo è riservato ad aree interessanti dal punto di vista ambientale, tutelate con modalità gestionali che coniugano la tutela ecologica con la tutela e lo sviluppo economico, culturale e sociale. 
Nel dopoguerra si iniziò a parlare di dotare il nord Italia di un nuovo aeroporto per ovviare ai problemi di Linate. Dopo un breve periodo di indecisione fra Lonate Pozzolo e Turbigo, il 20 luglio 1948 venne costituita la Società per Azioni per l'Aeroporto di Busto Arsizio che optò per Malpensa. Dopo la costruzione di Malpensa 2000, la SEA vede la necessità di un ampliamento a sud dell'aeroporto, cementificando i 330 ettari di Via Gaggio e la brughiera circostante.

## Natura

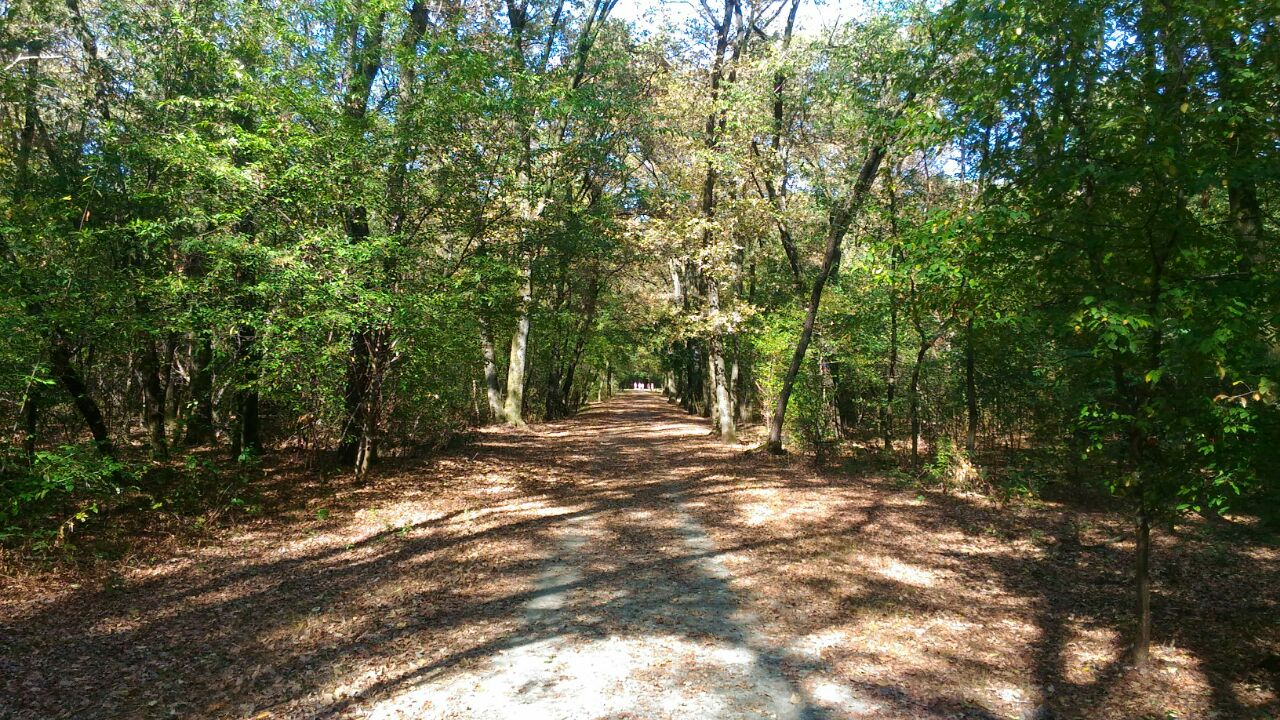
Un tratto di via Gaggio.

### Geologia e clima
Geologicamente, la parte meridionale della provincia di Varese ha un suolo di terreni uniformi che derivano da formazioni quaternarie, moreniche, alluvionali e diluviali. 
La via Gaggio attraversa il pianalto di origine fluvio-glaciale situato tra le colline moreniche a sud del lago Maggiore e la pianura irrigua e fertile che sta sotto la linea dei fontanili; un territorio ghiaioso e povero di humus, per secoli oggetto di bonifiche agricole, fallite nel tempo (la più recente è quella degli anni venti e trenta del secolo scorso operata dai Fratelli Caproni a Vizzola Ticino) e in seguito adibito ad usi militari.
Il clima è caratterizzato da escursioni termiche, sia diurne che notturne, con inverni freddi, autunni e primavere assai piovosi ed estati calde ed asciutte.

### Flora e fauna
La brughiera di Gaggio, con i suoi 600 ettari, è la più vasta ed importante della Lombardia. Perfettamente inserita nella Valle del Ticino, completa il corridoio biologico che unisce le Alpi con gli Appennini e, in un'ottica più estesa, il Nord Europa con l'Africa. Tutto ciò, insieme ad altri fattori, fa di Via Gaggio una delle aree a più alta biodiversità presenti nella biosfera.
Tra il 2005 e il 2006 si è provveduto a una mappatura della brughiera ai due lati di Via Gaggio fino alla sede del Parco. Da est a ovest si sono riscontrate cinque aree, ognuna con le proprie peculiarità floristiche. Si distinguono ambienti diversi che vanno dalla brughiera ad arbusteto, dove le piante arboree sono quasi completamente assenti, caratterizzata dalla presenza della ginestra dei carbonai, dal brugo e dalla molinia, alla brughiera boscata, dove predominano la betulla assieme al pino silvestre e al pioppo tremulo ma con una buona presenza di farnia.
Un lembo di vegetazione originaria è possibile osservarlo nel cosiddetto “bosco dei carpini”, dove sono presenti anche le farnie e alcuni frassini.
Nella parte più vicina all'abitato, quella che un tempo era la “baraggia” (magri coltivi strappati alla brughiera dei contadini), si è ora sviluppato il “bosco di transizione” caratterizzato dalla presenza di specie esotiche, alcune altamente infestanti, minaccianti la biodiversità di questa parte di bosco.
Fra gli arbusti il più importante e diffuso è il brugo, dalla fioritura violetta tra fine agosto e inizio settembre; seguono la ginestra dei carbonai, la molinia, la rosa canina, il biancospino, il prugnolo, la frangola, la fusaggine, il ligustro, la buddleja, la sanguinella, il sambuco e alcuni piccoli alberi quali il salicone e il melo.
In via Gaggio è possibile incontrare nel bosco esemplari inselvatichiti di gelso. La coltivazione del gelso per l'allevamento dei bachi da seta un tempo molto fiorente è cessata agli inizi del ‘900 ma è stata per anni una delle principali fonti di reddito della popolazione: a metà ‘800 si contavano nel territorio del Comune di Lonate Pozzolo 11.000 gelsi. Oggi altri gelsi sono stati piantati simbolicamente all'inizio di Via Gaggio come ricordo di questo antico splendore.
Dal punto di vista faunistico la brughiera di Gaggio è una delle stazioni esclusive in provincia di Varese per la nidificazione del succiacapre (Caprimulgus europaeus), uccello dalle abitudini notturne ma non appartenente alla famiglia dei rapaci. Inoltre è l'unico ambiente nel Parco del Ticino dove è presente la lucertola campestre (Podarcis sicula), oltre che suo limite settentrionale di diffusione.
La brughiera di Gaggio ospita numerose specie di farfalle, alcune delle quali – la Hipparchia semele e la Callophrys rubi – strettamente legate agli arbusti e alle piante erbacee caratteristiche della brughiera: alcune farfalle sono così selettive che la scomparsa della pianta significa anche la scomparsa della farfalla.
I mammiferi in via Gaggio fanno vita notturna e sono difficili da avvistare. Tuttavia, oltre ai conigli prede della poiana, sono sicuramente presenti la volpe e lo scoiattolo. Tra gli uccelli non passa inosservata la presenza del picchio rosso e del picchio verde, così come della ghiandaia, del fringuello, del cardellino, delle cince, del luì piccolo.
Tra i rettili sono presenti la lucertola muraiola, il ramarro, la biscia dal collare, il biacco.
Per quanto riguarda gli invertebrati, basta qui citare che la brughiera di Gaggio è la seconda stazione del Parco del Ticino per numero di specie per quanto riguarda i ragni.
L'apicoltura viene attuata con tecniche nomadi: le arnie vengono posizionate in concomitanza con la fioritura della robinia che permette alle api di produrre il rinomato miele di acacia. Cessata da qualche tempo l'importanza del brugo per la produzione di miele, si punta ora al miele di melata, ricavato dalle resine nelle conifere e di altre piante, un miele più scuro e più viscoso ma ancora un esempio virtuoso di come l'uomo e la natura possono convivere pacificamente.

## Cultura

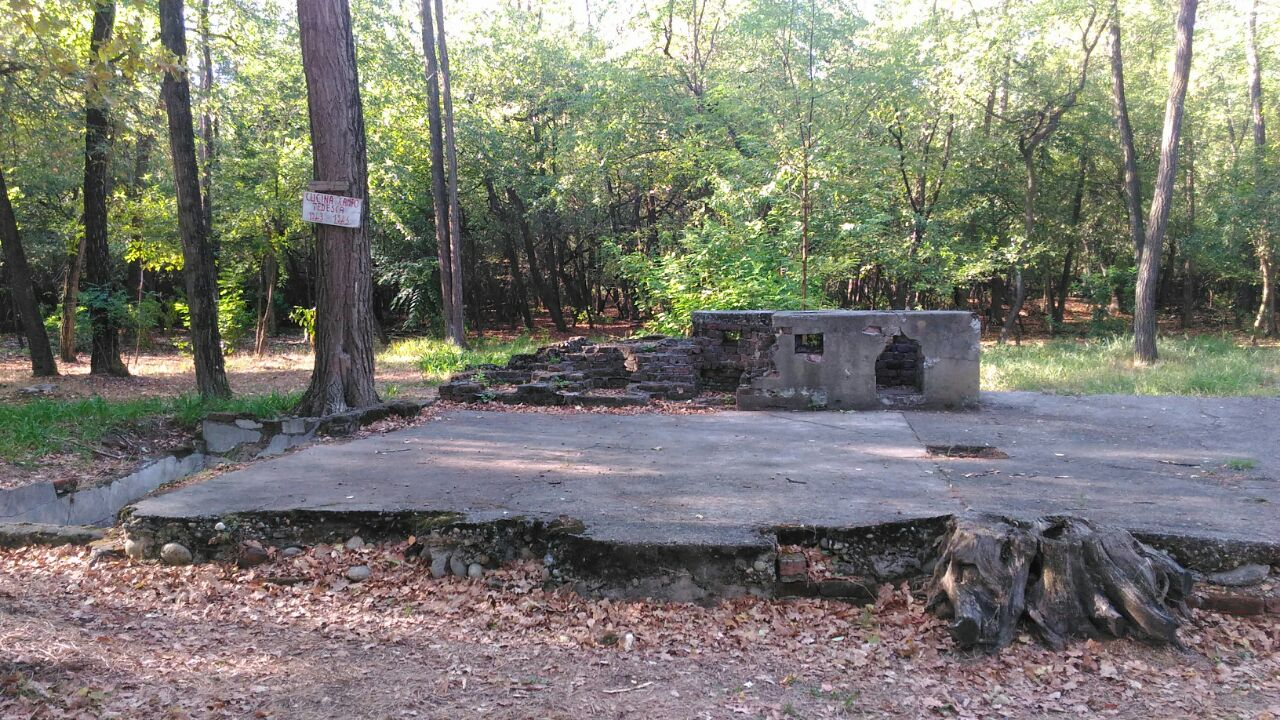
La cucina da campo tedesca.

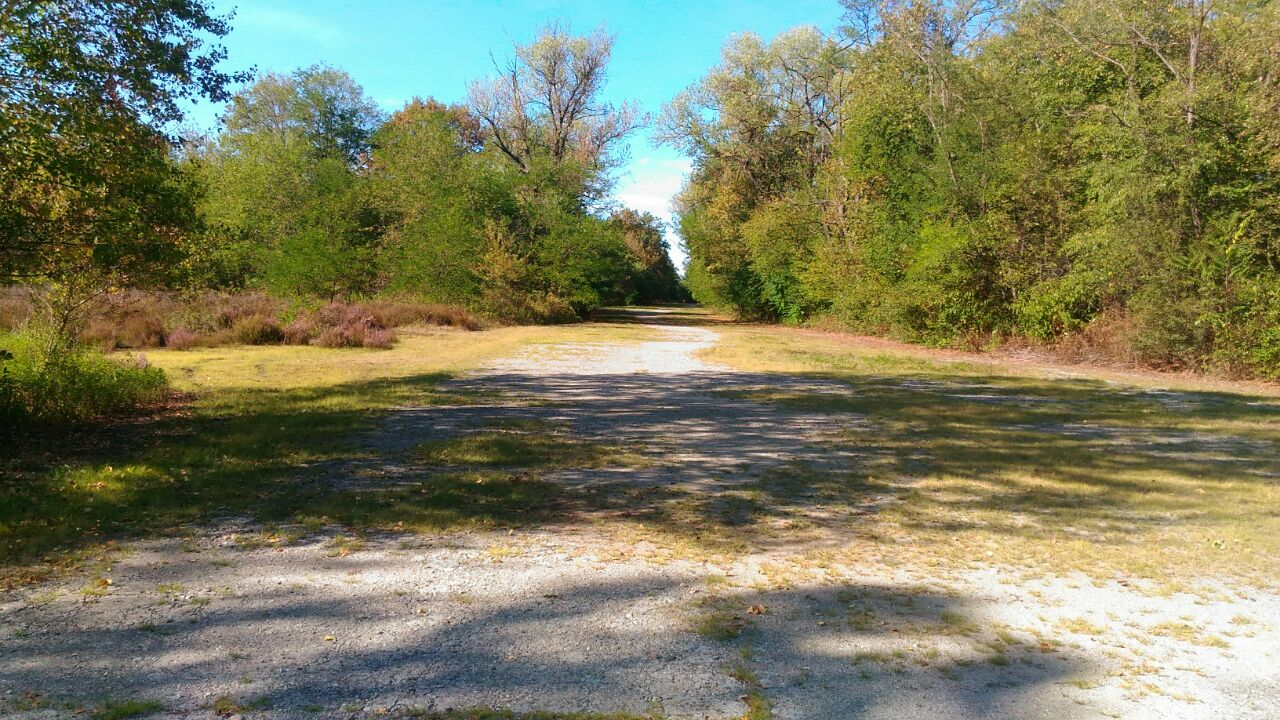
Una pista di decentramento in via Gaggio.

L'inserimento nel progetto “Vie verdi del Ticino”, promosso dal Parco, ha portato alla pubblicazione nel 2004 di un opuscolo denominato Percorso Verde: Gaggio da parte del Comune di Lonate Pozzolo. In esso sono segnalati i punti più significativi del percorso: tre indicatori di strade comunali (1831 e 1877); paraschegge e bombe di esercitazione (1930); la cucina da campo tedesca e le tre piste di raccordo aerei (1944).
Il recupero della strada della Via Gaggio avviato agli inizi degli anni '90, ha portato in parallelo al recupero ed esposizione a cielo aperto di oggetti di origine militare ritrovati nella brughiera e di oggetti legati alla cultura materiale contadina lonatese.
Lungo la via Gaggio sono situate circa cinquanta stazioni (nel 2017) costruite con materiali di recupero (pietra, ferro, tegole), al quale sono sempre accompagnati cartelli didascalici e descrittivi. Il percorso espositivo si snoda su tre parti: una dedicata alla cultura contadina del territorio, una ai reperti di guerra e una all'acqua. Nella prima parte sono esposti oggetti e materiali della civiltà rurale, accompagnati da fotografie e descrizioni puntuali di come tali oggetti venivano utilizzati in passato. Nella seconda parte della via Gaggio si trovano invece reperti militari, quali bombe, proiettili, frammenti aerei. Sono distribuiti lungo tutto il percorso i resti di campo quali la cucina tedesca, lavatoio e i servizi igienici dei militari. La terza parte del percorso è racchiusa all'interno dell'ex dogana austroungarica, che oggi ospita un piccolo museo dell'acqua, un ristorante, e una zona di ristoro. Il percorso espositivo prosegue fino al canale Villoresi, da cui si apre uno scorcio sull'intera vallata del Ticino, fino a scendere al canale industriale e al fiume.